# Giuseppe Aurelio di Gennaro
Pour les articles homonymes, voir Gennaro.
Giuseppe Aurelio di Gennaro est un  jurisconsulte italien, né à Naples en 1701 et mort en 1761.

## Biographie
Également versé dans la connaissance des lettres grecques et latines, des mathématiques, de la philosophie, de l’histoire, il fit une étude approfondie du droit romain et des lois de son pays, et embrassa alors la carrière du barreau. Son vaste savoir, son talent d’avocat lui acquirent une grande et rapide célébrité. Nommé juge au tribunal de la grande cour de la Vicaria en 1738, Gennaro reçut, en 1745, le titre de secrétaire de la chambre royale, puis devint successivement conseiller du roi (1748), professeur de droit féodal (1753), et secrétaire d’État pour les affaires ecclésiastiques.
Ce jurisconsulte fut un des principaux auteurs du Code carolin, par lequel fut réformée la législation napolitaine. On peut le regarder comme le chef de l’école historique dans son propre pays. Il a exposé ses principes dans la Respublica jurisconsultorum (Naples, 1731, in-4°), où il donne une histoire du droit. Il en existe une mauvaise traduction française, par l’abbé Dinouart (1768, in-12).
Parmi ses autres ouvrages, nous mentionnerons : Delle viziose maniere del difender le cause nel foro (Naples, 1744, in-4°), traduit en français par Royer-Duval, sous le titre de l’Ami du barreau (1787) ; Feriæ automnales post reditum a Republica jurisconsultorum (Naples, 1752, in-8°), écrit faisant suite à la Respublica juriscousultorum ; Oratio de jure feudali (1754). Ses Œuvres complètes ont été publiées à Naples (1767, 4 vol. in-8°).

## Source
- « Giuseppe Aurelio di Gennaro », dans Pierre Larousse, Grand dictionnaire universel du XIXe siècle, Paris, Administration du grand dictionnaire universel, 15 vol., 1863-1890 [détail des éditions].